# Wilma Lidén
Wilma Lidén (* 13. Februar 2002 in Stockholm, Schweden) ist eine schwedische Schauspielerin.

## Leben
Wilma Lidén wurde 2002 in Alby in Stockholm geboren und wuchs auch in der schwedischen Hauptstadt auf. Eigenen Aussagen nach hatte sie bereits im Alter von 5 oder 6 Jahren den Wunsch, Schauspielerin zu werden. Ihren ersten Auftritt hatte Lidén dann in einem Werbespot für IKEA, in der Schule absolvierte sie Theaterunterricht. Während sie zunächst in einigen Kurzfilmen mitspielte, bekam sie Mitte der 2010er Jahre Rollenangebote in bekannten schwedischen Serien wie Torpederna oder Gåsmamman. Sie war auch in den in Deutschland ausgestrahlten Serien Mord im Mittsommer und Maria Wern, Kripo Gotland zu sehen. 2023 übernahm sie eine der Hauptrollen in dem Horror-Film Halloween Park.

## Filmografie
- 2014–2017: Torpederna (Fernsehserie, 10 Folgen)
- 2017: Gåsmamman (Fernsehserie, 8 Folgen)
- 2018: Mord im Mittsommer (Morden i Sandhamn) (Fernsehserie, 1 Folge)
- 2018: Maria Wern, Kripo Gotland (Maria Wern ) (Fernsehserie, 2 Folgen)
- 2021: Zebrarummet (Fernsehserie, 8 Folgen)
- 2023: Halloween Park (Karussell)
- 2024: Veronika: Zeugen aus dem Jenseits (Veronika)  (Fernsehserie, 4 Folgen)